# Церква Святої Петки Самарджийської (Софія)
Церква Святої Петки Самарджийської (болг. Света Петка Самарджийска) — визначна пам'ятка болгарської архітектури в центрі міста Софія.

## Опис
Церква збудована в XI столітті на місці, що давно використовувалося як священне. У підвалах знайдені поховання римської доби III—IV століття. Храм присвячений Параскеві Сербській, а Самарджийська — походить від сусіднього району, де жили виробники сідел (самарджії).
Церква невелика, з однією навою. Стіни зведені зі «споліо» (каменів повторного використання з руїн), рядів цегли та річкового каменю різного кольору. Церкву зберегли при прокладанні підземного переходу в 1960-х роках. Деякі малюнки XIV—XVI століть збереглися в інтер'єрі.

## Галерея

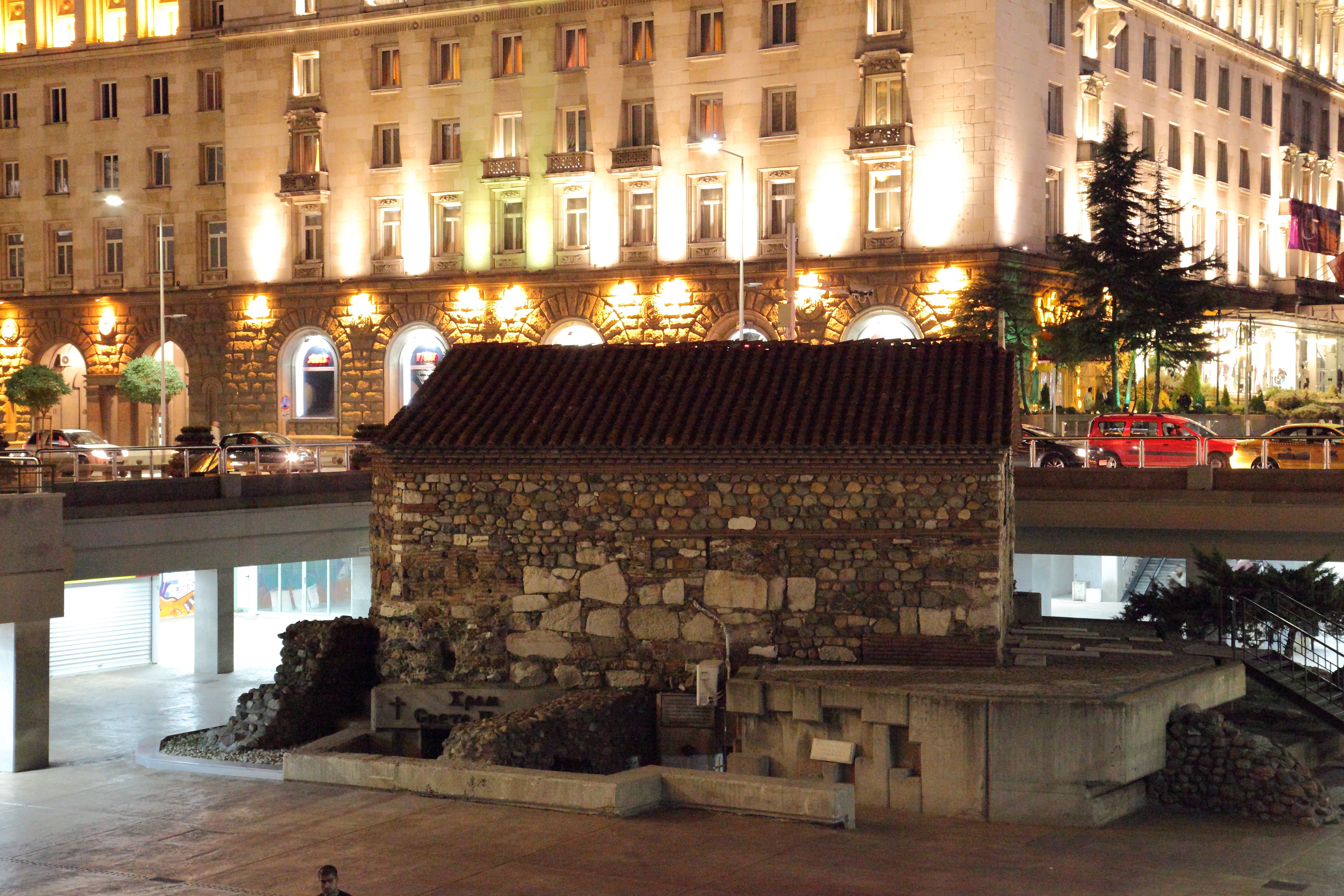
Вигляд вночі
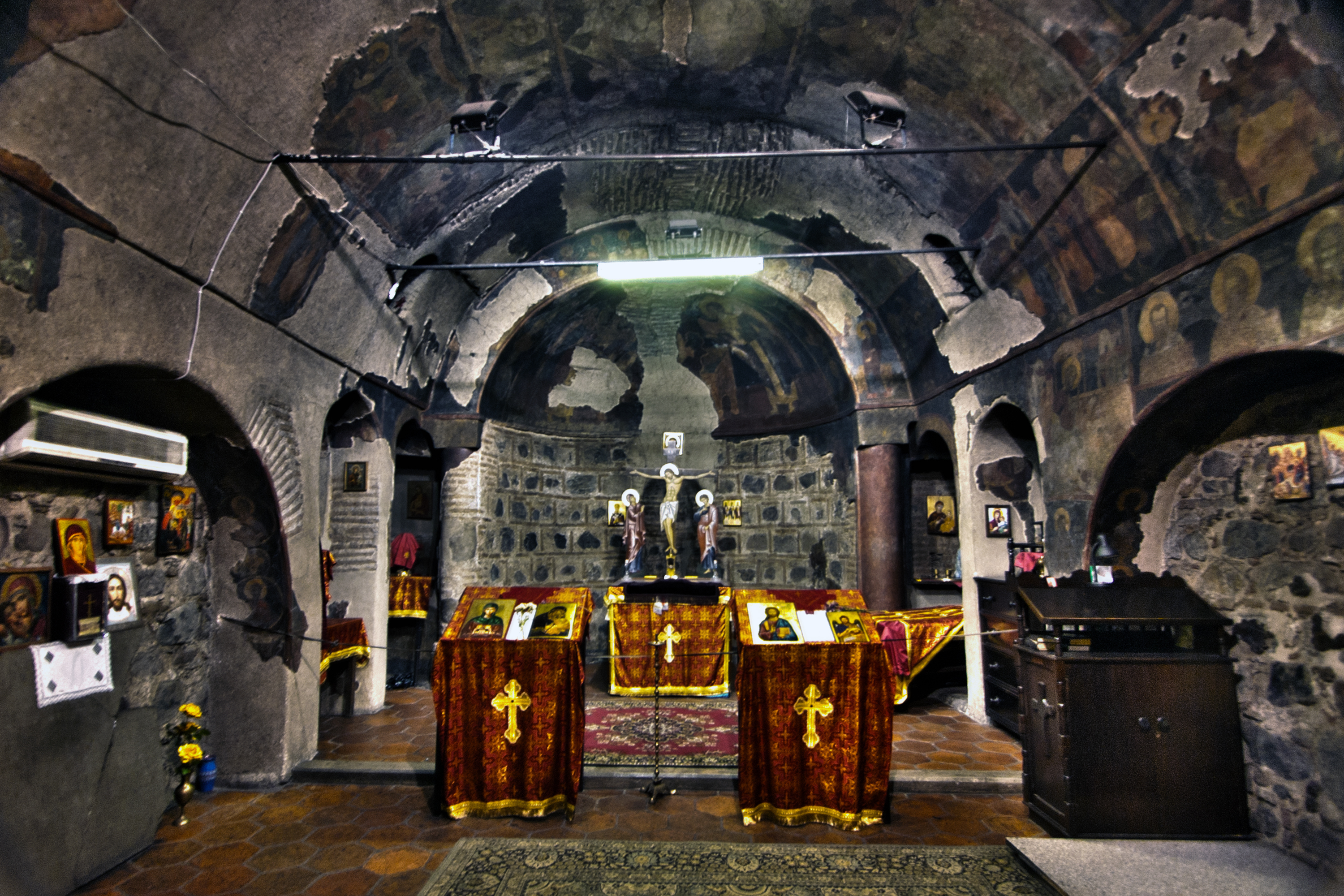
Інтер'єр